# Celleporaria calva
Celleporaria calva är en mossdjursart som beskrevs av Tilbrook 2006. Celleporaria calva ingår i släktet Celleporaria och familjen Lepraliellidae. Inga underarter finns listade i Catalogue of Life.